# Dallas Mavericks 2013-2014
La stagione 2013-2014 dei Dallas Mavericks fu la 34ª nella NBA per la franchigia.
I Dallas Mavericks arrivarono quarti nella Southwest Division della Western Conference con un record di 49-33. Nei play-off persero al primo turno con i San Antonio Spurs (4-3).

## Risultati
| Squadra              | V  | P  | %    | GB |
| -------------------- | -- | -- | ---- | -- |
| San Antonio Spurs    | 62 | 20 | 75,6 | -  |
| Houston Rockets      | 54 | 28 | 65,9 | 8  |
| Memphis Grizzlies    | 50 | 32 | 61,0 | 12 |
| Dallas Mavericks     | 49 | 33 | 59,8 | 13 |
| New Orleans Pelicans | 34 | 48 | 41,5 | 28 |

## Roster
| N° | Naz.                   | Ruolo | Sportivo         | Anno | Alt. | Peso |
| -- | ---------------------- | ----- | ---------------- | ---- | ---- | ---- |
| 0  | Stati Uniti (bandiera) | A     | Shawn Marion     | 1978 | 201  | 100  |
| 1  | Canada (bandiera)      | C     | Samuel Dalembert | 1981 | 211  | 113  |
| 3  | Stati Uniti (bandiera) | G     | Shane Larkin     | 1992 | 180  | 80   |
| 5  | Stati Uniti (bandiera) | C     | Bernard James    | 1985 | 208  | 109  |
| 7  | Stati Uniti (bandiera) | G     | Ricky Ledo       | 1992 | 201  | 88   |
| 8  | Spagna (bandiera)      | G     | José Calderón    | 1981 | 191  | 95   |
| 9  | Stati Uniti (bandiera) | A     | Jae Crowder      | 1990 | 201  | 109  |
| 11 | Stati Uniti (bandiera) | G     | Monta Ellis      | 1985 | 191  | 79   |
| 20 | Stati Uniti (bandiera) | G     | Devin Harris     | 1983 | 191  | 84   |
| 21 | Stati Uniti (bandiera) | G     | Wayne Ellington  | 1987 | 193  | 91   |
| 25 | Stati Uniti (bandiera) | GA    | Vince Carter     | 1977 | 198  | 98   |
| 33 | Israele (bandiera)     | G     | Gal Mekel        | 1988 | 191  | 87   |
| 34 | Stati Uniti (bandiera) | A     | Brandan Wright   | 1987 | 206  | 93   |
| 41 | Germania (bandiera)    | A     | Dirk Nowitzki    | 1978 | 213  | 108  |
| 45 | Stati Uniti (bandiera) | A     | DeJuan Blair     | 1989 | 201  | 120  |

## Staff tecnico
- Allenatore: Rick Carlisle
- Vice-allenatori: Kaleb Canales, Monte Mathis, Tony Brown, Darrell Armstrong
- Vice-allenatore per lo sviluppo dei giocatori: Brad Davis
- Preparatore atletico: Casey Smith
- Assistente preparatore atletico: Dionne Calhoun